# Joey Santiago
Joey Santiago, all'anagrafe Joseph Alberto Santiago (Manila, 10 giugno 1965), è un musicista filippino naturalizzato statunitense, membro dei Pixies.

## Biografia
Nato a Manila, capitale delle Filippine, nel 1972 si è spostato con la famiglia negli Stati Uniti. Dopo due anni trascorsi a Yonkers (New York), si è trasferito definitivamente a Longmeadow (Massachusetts).
Attivo dal 1986, è conosciuto per essere il chitarrista del gruppo rock statunitense dei Pixies, gruppo da lui cofondato a Boston.
Dopo lo scioglimento del gruppo, avvenuto nel 1993, Santiago ha lavorato come compositore e produttore di colonne sonore televisive e per documentari. Ha inoltre fondato il gruppo The Martinis con la moglie Linda Mallari. Ha collaborato spesso con Frank Black.
Nel 2004 ha preso parte alla reunion dei Pixies.
Dal 2005 al 2006 compone le musiche originali della prima stagione della serie televisiva Weeds.

## Discografia parziale

### Solista

#### Collaborazioni
- 1993 - Frank Black Frank Black
- 1994 - Frank Black Teenager of the Year
- 1994 - Steve Westfield Mangled
- 1997 - Holly McNarland Stuff
- 2001 - Frank Black Dog in the Sand
- 2002 - Frank Black Devil's Workshop
- 2002 - Holly McNarland Home Is Where My Feet Are
- 2003 - Frank Black Show Me Your Tears
- 2004 - Frank Black Frank Black Francis
- 2004 - Charles Douglas Statecraft (, )
- 2005 - Mark Mulcahy In Pursuit of Your Happiness
- 2009 - The Rentals Songs About Time

#### Partecipazioni
- 2000 - AA.VV. Crime + Punishment In Suburbia, con il brano Damaged Little F***ers
- 2005 - AA.VV. Weeds: Music from the Original Series, con i brani Fake Purse e Birthday Video
- 2010 - AA.VV. Twistable, Turnable Man: A Musical Tribute To The Songs Of Shel Silverstein, con il brano The Cover Of The Rolling Stone (con Frank Black)
- AA.VV. Sunshine Tunes, con il brano Water (con Mystic Diversions)

### Con i Pixies

#### Album in studio
- 1988 - Surfer Rosa
- 1989 - Doolittle
- 1990 - Bossanova
- 1991 - Trompe le Monde
- 2014 - Indie Cindy
- 2016 - Head Carrier
- 2019 - Beneath the Eyrie
- 2022 - Doggerel

#### EP
- 1987 - Come on Pilgrim

### Con The Martinis

#### Album in studio
- 2004 - Smitten
- 2004 - The Smitten Sessions

### Con The Everybody

#### Album in studio
- 2009 - Avatar

#### Singoli
- 2012 - Demon Oar/Marooned